# 63e corps de fusiliers
Pour les articles homonymes, voir 63e corps.
Le 63e corps de fusiliers (russe : 63-й стрелковый корпус) est un corps d'armée de l'Armée rouge soviétique pendant la Seconde Guerre mondiale. Créé en 1939 et dissous en août 1941, il est recréé en 1943 et dissous en 1960.

## Première formation
Le 63e corps de fusiliers est formé en septembre 1939 au sein du district militaire de la Volga. Au déclenchement de l'opération Barbarossa, l'invasion allemande de l'URSS en juin 1941, il fait partie de la 21e armée. Le corps est engagé au combat à partir du 2 juillet tandis que la 21e armée est, jusqu'à la veille, placée en réserve de la Stavka avant de rejoindre le front central. Le corps est dissout le 23 août 1941.

## Seconde formation
Le corps est recréé en août 1943.
Constitué des 77e, 279e et 417e divisions de fusiliers, le corps rejoint le district militaire de l'Oural à l'été 1945, son état-major s'installant à Tcheliabinsk. Les divisions deviennent respectivement les 4e, 23e et 45e brigades en 1946.
En octobre 1953, les 4e et 45e brigades redeviennent les 77e et 417e divisions de fusiliers (cette dernière étant renumérotée 78e en 1955) tandis que la 23e brigade de fusiliers est renommée 61e division mécanisée. En juin 1956, le corps est renommé 63e corps d'armée tandis que ses divisions deviennent les 126e et 78e divisions de fusiliers motorisés ainsi que la 44e division de chars. Il est dissout en 1960.